# Матфей 1:1
Евангелие от Матфея 1:1 — начальный стих в первой главе Евангелия от Матфея в Новом Завете христианской Библии (Мф. 1:1). Поскольку Евангелие от Матфея традиционно считается первым из четырёх Евангелий, этот стих обычно служит началом всего Нового Завета.

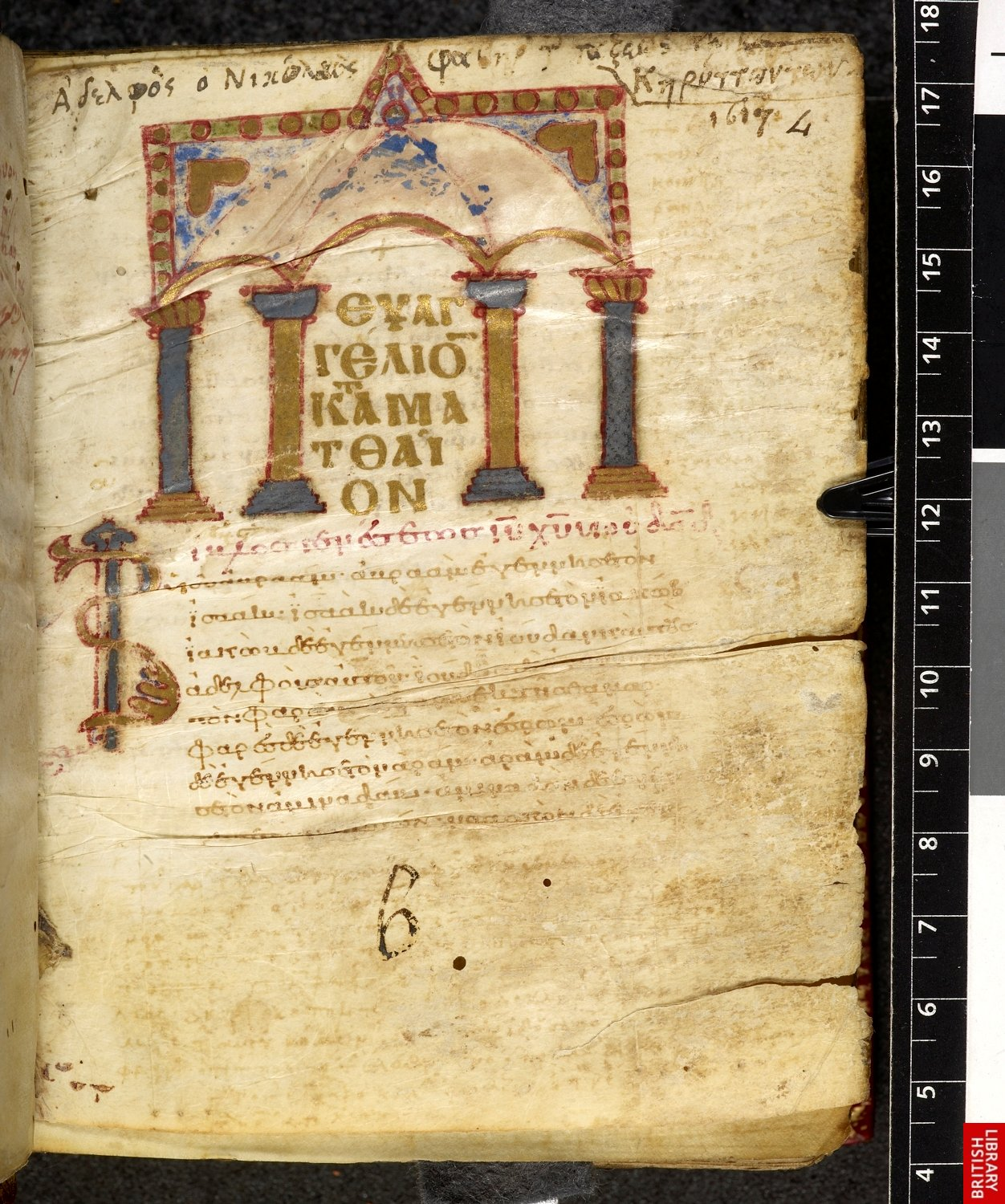
Первая страница Евангелия от Матфея, Codex Harleianus 5540

## Содержание
Оригинальный греческий койне:
βιβλος γενεσεως ιησου χριστου υιου δαυιδ υιου αβρααμ
Альтернативное написание имени Давида в Textus Receptus — δαβιδ.
В Синодальном переводе этот стих звучит так:
Родословие Иисуса Христа, Сына Давидова, Сына Авраамова.

## Анализ
Начало Евангелия от Матфея согласуется с теорией Маркианского приоритета. Учёные полагают, что автор Евангелия от Матфея взял Мк. 1:1 «Начало Евангелия Иисуса Христа, Сына Божия», и заменил «сын Божий» началом родословия.
Фраза «книга родословия» или biblos geneseos имеет ряд возможных значений. Чаще всего это рассматривается как отсылка только к списку предков, который следует сразу далее, и большинство учёных согласны, что это толкование наиболее логично. Но эту фразу также можно перевести в более общем смысле как «книга прихода» и, таким образом, она может относиться и ко всему Евангелию. Такие вступительные фразы, обобщающие всё сочинение, были обычным делом в эпоху, когда книги не имели названий, выполнявших такую задачу. Иероним принял такой перевод для Вульгаты. У. Д. Дэвис и Дейл Эллисон считают это наиболее вероятным значением. «Книга родословия» — нетипичный порядок слов для того чтобы ввести порядок рождения. Эта фраза встречается в Быт. 5:1, однако там она вводит список потомков, но не предков. Эта фраза также появляется и в Быт. 2:4, и там она не имеет никакого отношения к генеалогиям. Оба стиха в Книге Бытия вводят элементы истории творения, и Дэвис с Эллисоном полагают, что вполне вероятно, что этот стих связан с представлением о новом происхождении. Они также отмечают, что больше нигде в Новом Завете слово «книга» не относится к чему-то, кроме целокупного произведения. Кроме того, эта фраза могла быть создана намеренно, чтобы выполнять двойную задачу: представить как всю работу целиком, так и генеалогию.
Раймонд Э. Браун упоминает, что третий перевод — это «книга бытия, совершённого Иисусом» (the book of the genesis brought about by Jesus), имея в виду, что в ней обсуждается воссоздание мира Иисусом. Однако это выходит за пределы грамматики. Термин «генезис» во время написания Евангелия уже был закреплён в названии первой части Торы, поэтому использование термина здесь может быть преднамеренной отсылкой. Geneseos также появляется в Евангелии от Матфея 1:18, где оно почти всегда переводится как рождение.
Расхожее теперь словосочетание «Иисус Христос» используется автором Матфея. Часто обсуждается, что же именно имеется в виду под этими словами. Христос, греческое слово, означающее мессию, буквально переводится как «помазанник». В настоящее время оба наименования относятся исключительно к Иисусу, однако Матфей не уточняет, является ли Иисус тем самым Христом или просто Христом в общем смысле слова. На самом деле форма, использованная Матфеем, указывает, что слово Христос используется в качестве наименования, и это необычно, поскольку такое словоупотребление было принято лишь через некоторое время после смерти Христа. В другом месте Матфей использует слово «Христос» в значении «тот самый».
Дэвис и Эллисон отмечают, что в то время использовались титулы как «сын Давида», так и «сын Авраама». «Сын Давида» — обычное наименование для Мессии, тогда как «сын Авраама» не было мессианским титулом, но выражением, которое могло относиться к любому еврею, или же «к тому, кто достоин такового». Генрих Майер утверждает, что при помощи данной формулировки Давид обозначен потомком Авраама, однако конечная цель — в том, чтобы показать, что Иисус был потомком Давида, что необходимо для представления Иисуса как Мессии. По словам Брауна, некоторые предполагают, что имя Давида предшествует имени Авраама, так как автор Матфея пытается подчеркнуть принадлежность Иисуса к дому Давида. Браун сомневается и полагает, что этот порядок дан только для того чтобы указать путь к последующей генеалогии. Роберт Х. Гандри утверждает, что структура отрывка пытается представить Иисуса как кульминацию генеалогий Ветхого Завета.
Почему автор Евангелия от Матфея решил сразу же начать Евангелие с длинной генеалогии — важный вопрос. Как отмечает Фаулер, длинный список имён мало интересен современным читателям и потенциально отбивает у людей охоту читать Евангелие дальше. Именно по этой причине во многих изданиях Евангелия оно преимущественно начинается с Матфея 1:18. Однако такое равнодушие не отражает настоящее положение дел у еврейской публики того времени, для которой и было адресовано Евангелие. Происхождение имело очень большое значение в еврейском обществе того времени, а происхождение от Давида и Авраама имело решающее значение для принятия Иисуса Мессией. Имена, по крайней мере первой части генеалогии, должны были быть хорошо известны читателям. Ряд учёных-феминисток утверждали, что выдающееся положение генеалогии также является неявным усилением патриархальной природы общества. Они утверждают, что начало Евангелия с длинной строки «X, отец Y» отчётливо иллюстрирует мужское доминирование. Гарольд Фаулер утверждает, что генеалогия служит ещё и для непосредственного очеловечивания Иисуса, четко размещая его в семействе мужчин.

## Комментарий Отцов Церкви
Ириней Лионский: «И Евангелия, в которых на престоле восседает Христос, таковы … Матфей провозглашает его человеческое рождение, говоря: „Родословие Иисуса Христа, сына Давидова, сына Авраамоваа“ и „Рождение Иисуса Христа было таким образом“. Ибо это Евангелие человекоподобно, и поэтому во всём Евангелии [Христос] является человеком смиренным и кротким».
Рабан Мавр: «[Матфей] говорит: Родословие (Книга Рождения) Иисуса Христа, потому что он знал написанное, Родословие (Книга Рождения) Адама. Итак, он начинает с противопоставления одной книги — другой, нового Адама — ветхому Адаму, ибо одним всё было восстановлено… Говоря слова Иисуса Христа, он указывает на то, что в Нём сосуществуют как царское, так и священническое служение, ибо Иисус (здесь имеется в виду Иисус Навин), первым носивший это имя, был первым после Моисея вождём детей Израиля; и Аарон, помазанный мистическим миром, был первым священником под Законом».
Иоанн Златоуст: «И не считай это родословие пустяком: ибо поистине дивно, что Бог сошёл, чтобы родиться от женщины, и иметь отцами Своими Давида и Авраама».
Ремигий: «Хотя кто и утверждает, что пророк (Исаия) действительно говорит об Его человеческом рождении, нам не нужно отвечать на его вопрос: Кто возвестит об этом? „Никто“; но: „Очень немногие, потому что возвестили Матфей и Лука“».